# Tumbling Shoals
Tumbling Shoals è un census-designated place (CDP) degli Stati Uniti d'America, situato in Arkansas, nella contea di Cleburne. Secondo il censimento del 2020 gli abitanti di Tumbling Shoals ammontavano a 902.